# هاربین وای-۱۲
هاربین وای-۱۲ (به انگلیسی: Harbin Y-12) (به چینی: 运运 -12) یک
هواپیمای چندمنظوره تک باله دارای پیشرانه دو موتور توربوپراپ است که توسط گروه صنعتی هواپیمایی هاربین (HAIG) تولید شده است. وای-۱۲ اولین هواپیمای طراحی و تولید شده در چین است که موفق به کسب گواهینامه اداره هوانوردی فدرال (اف‌ای‌ای) در ماه مارس ۱۹۹۵ گردید.

## طراحی و توسعه
وای-۱۲ در ابتدا به عنوان توسعه ای بر اساس  بدنه هواپیما هاربین وای-۱۱ با نام وای-۱۱ تی در سال ۱۹۸۰ آغاز شد.این طرح دارای بهینه‌سازی‌های متعددی بود، از جمله بال بازطراحی‌شده با یا پسار (به انگلیسی: drag) کمتر، بدنه بزرگ‌تر و استفاده از سازه‌های به هم متصل به جای میخ‌پرچ. همچنین جایگزین موتورهای پیستونی شعاعی با توربوپراپ.
نمونه اولیه برای اولین بار در سال ۱۹۸۲ به پرواز درآمد، که متعاقباً ۳۰ فروند از گونه وای-۱۲ (۱) به تولید رسید. کونه بعدی این هواپیما وای-۱۲ (۲) نامیده شد، که دارای موتورهای قدرتمندتر بوده و هوازه در آن حذف شده بود، این گونه اولین بار در ۱۶ اوت ۱۹۸۴ پرواز کرد و در دسامبر سال بعد گواهینامه مرتبط را از چین را دریافت نمود.
در سال ۱۹۹۱ جمهوری خلق چین و ایالات متحده آمریکا یک توافقنامه دوجانبه صلاحیت پرواز امضا کردند تا به اداره هوانوردی فدرال (اف‌ای‌ای) و اداره کل هوانوردی غیرنظامی چین اجازه دهند بر ساخت هواپیماهای آمریکایی در چین نظارت داشته باشند. در سپتامبر ۱۹۹۲ گروه صنعتی هواپیمایی هاربین (HAMC) و اداره هوانوردی غیرنظامی چین (CAAC) برای صدور گواهینامه قسمت ۲۳ درخواست ارائه نمودند. برای این منظور و برای برآورده کردن الزامات ایالات متحده در وای-۱۲(۲) تغییراتی اعمال شد، از جمله بال بزرگتر، تغییر شکل یافته با بالچه‌ها و ارابه فرود تقویت شده با استرات‌های قوی تر.
پیشرانه‌ها دو موتور توربوپراپ پی‌تی۶ای-۲۷ پرات اند ویتنی کانادا بود که در تحت لیسانس در چین تولید شده و مجهز به با ملخ‌های هارتزل هستند.وای-۱۲ دارای حداکثر وزن برخاست ۵٬۷۰۰ کیلوگرم (۱۲٬۶۰۰ پوند) با صندلی برای ۱۷ مسافر و دو خدمه است. این هواپیما به عنوان یک هواپیمای مسافری منطقه ای یا ترابری سبک مورد استفاده قرار می‌گیرد. به گفته یکی از مقامات اف‌ای‌ای: برنامه وای-۱۲ وسیله ای برای نشان دادن سازگاری اداره هواپیمایی کشوری چین(CAAC) با FAR قسمت ۲۳ بود و اکثر مراحل صدور گواهینامه چینی CCAR-23 برای هواپیماهای دسته کوچک توسط اف‌ای‌ای به رسمیت شناخته شده است.در اوایل سال ۱۹۹۵، گزارش شده است که صادرات این هواپمیا بالغ بر ۶۱ فروند به ۱۳ کشور از جمله فیجی، مالزی، نپال و پرو بوده است.
در سال ۱۹۹۹، HAMC با نام صنایع هوانوردی هافی (HAI) دوباره سازماندهی شد.
آخرین گونه پیشرفته از این هواپیما وای-۱۲اف است که تقریباً یک طراحی جدید با پیشرفت‌های فراوان است: بال‌های جدید، ارابه فرود، بدنه، موتورهای قوی‌تر، و توانایی حمل بار و برد بیشتر. وای-۱۲اف اولین پرواز خود را در ۲۹ دسامبر ۲۰۱۰ انجام داد.
در ۱۰ دسامبر ۲۰۱۵ موفق به کسب گواهینامه اداره هواپیمایی کشوری چین شده و در ۲۲ فوریه ۲۰۱۶ گواهینامه اداره هوانوردی فدرال (FAA) را دریافت نمود، همچنین این هواگرد در ۱۳ ژوئیه ۲۰۲۳ گواهینامه
آژانس ایمنی هوانوردی اروپا(EASA) را دریافت نمود.

## کاربران

### کاربران نظامی
افغانستان
- نیروی هوایی افغانستان[۹]

 کامبوج
- نیروی هوایی سلطنتی کامبوج[۱۰]

 چین

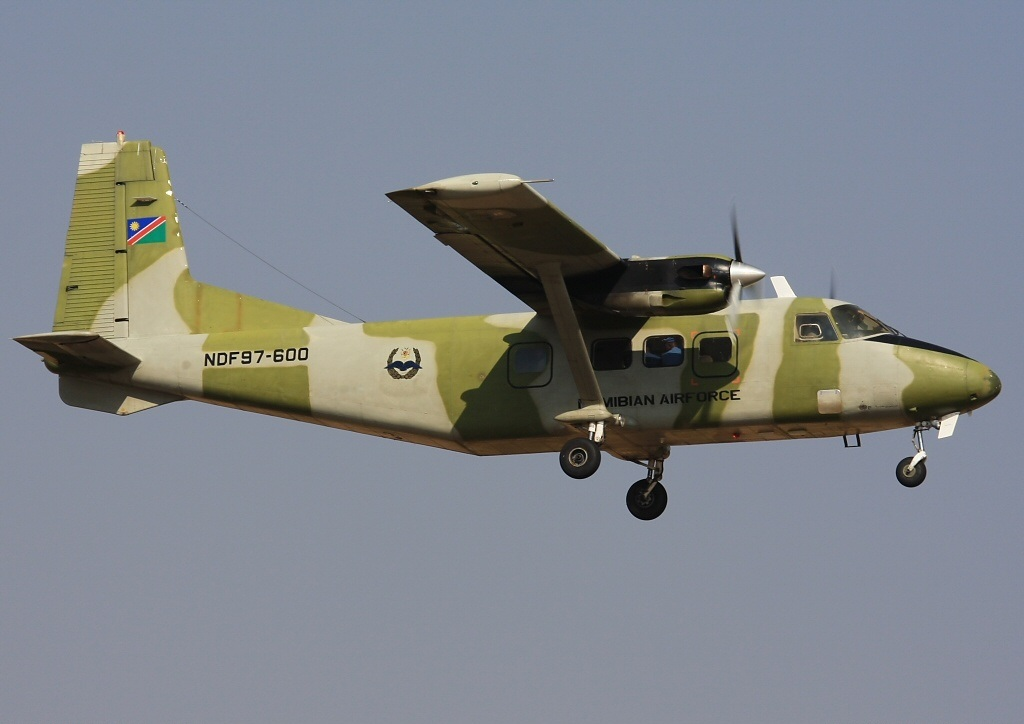
هاربین وای-۱۲ نیروی هوایی نامیبیا

- نیروی هوایی ارتش آزادی‌بخش خلق - ۱۲ فروند وای-۱۲دی Y-12D operated by the Airborne Corps[۱۱]

 جیبوتی
- نیروی هوایی جیبوتی - ۲ فروند در دسامبر ۲۰۱۶.[۱۲]

 اریتره
- نیروی هوایی اریتره[۱۳]

 غنا
- نیروی هوایی غنا[۱۴]

 گویان
- نیروی هوایی گویان[۱۴]

 ایران

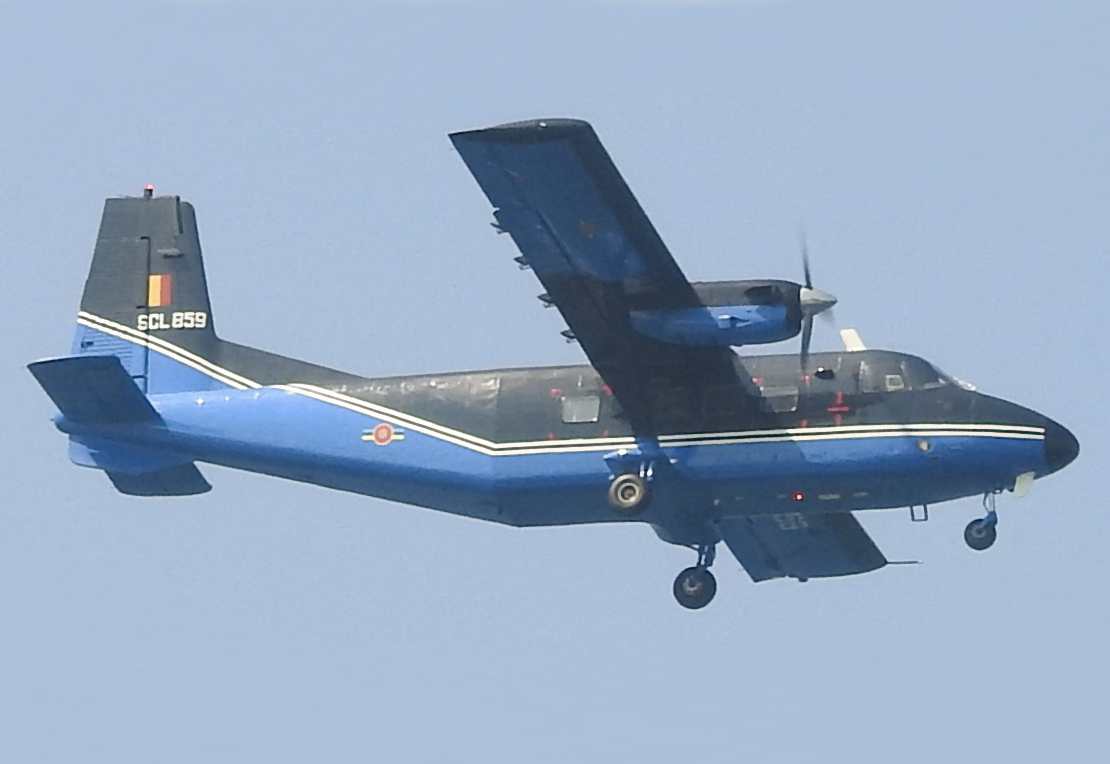
یک فروند هاربین وای-۱۲ (۲) نیروی هوایی سری‌لانکا

- نیروی هوافضای سپاه پاسداران انقلاب اسلامی[۱۵]

 کنیا
- نیروی هوایی کنیا[۱۶]

با سی-۱۴۵ اسکای تراک جایگزین خواهد شد.
 مالی
- نیروی هوایی مالی – 2[۱۸]

 موریتانی
- نیروی هوایی موریتانی[۱۹]

 میانمار
- نیروی هوایی میانمار - ۲۰ فروند در سال ۲۰۲۰.[۲۰]

 نامیبیا
- نیروی هوایی نامیبیا[۲۰]

 پاکستان
- نیروی هوایی پاکستان[۲۱]
- ارتش پاکستان[۲۲]

 پرو
- پلیس ملی پرو (Policía Nacional del Perú)[۲۳]
- نیروی هوایی پرو[۲۴]

 سری‌لانکا
- نیروی هوایی سریلانکا[۲۵]

 تانزانیا
- نیروی هوایی تانزانیا[۲۶]

 زامبیا
- نیروی هوایی زامبیا[۲۷]

### کاربران دولتی
کاستاریکا
- خدمات مراقبت هوایی (۲)

 چین
- مراقبت دریایی چین (۳)

 جمهوری کنگو
- وزارت حمل و نقل (۲)

 ایالات فدرال میکرونزی
- ایالات فدرال میکرونزی (۱)

 سیشل
- جمهوری سیشل (۲)

### کاربران غیرنظامی
چین
- چاینا فلایینگ دراگون اوییشن

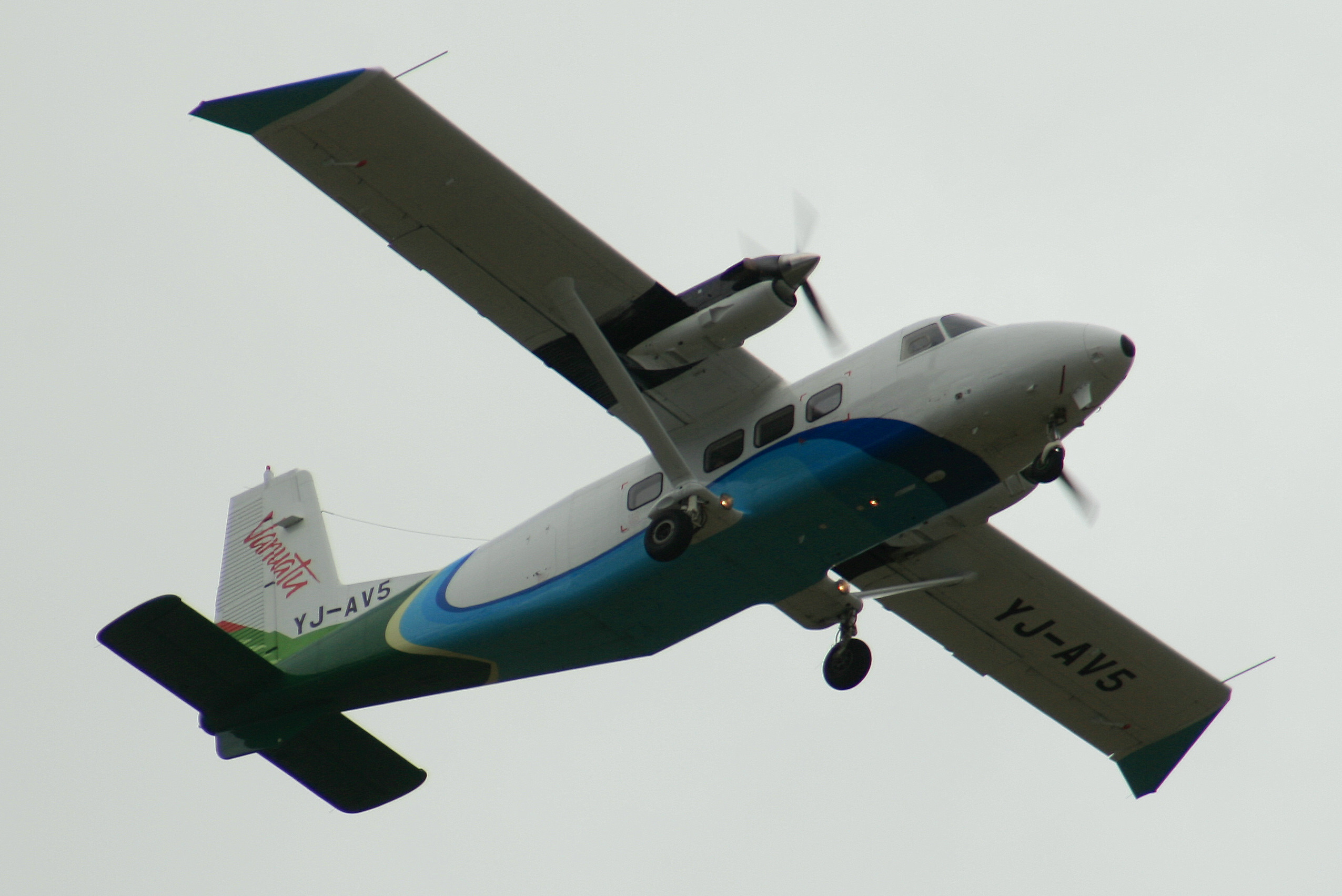
وای-۱۲ متعلق به خط هوایی ایر وانواتو

- چینا هایلونگ جیانج لونگکن جنرال اوییشن
- دونگ هوا جنرال اوییشن
- جیانگ نان جنرال اوییشن
- اوردوس جنرال اوییشن کمپانی لیمیتد.
- شوانگ یانگ جنرال اوییشن
- سین‌کیانگ جنرال اوییشن[۲۸]
- یینگ آن ایرلاینز[۲۸]
- ژونگ فِی جنرال اوییشن کمپانی

 کلمبیا
- ساتنا (۲ فروند، ۱ فروند سفارش داده شده است)[۲۸]

 جمهوری کنگو
- ترنس ایر کنگو (۱۰ فروند سفارش داده شده است)

 جمهوری دموکراتیک کنگو
- ال‌ای‌سی
- کنگو ایرویز - در ژوئیه ۲۰۱۶ دو فروند سفارش داد.[۲۸]

 ایالات فدرال میکرونزی
- کارولاین آیلندز ایز

 فیجی
- ایرفیجی[۲۹]

 اندونزی
- سابانگ مرائوکه رایا ایر چارتر (اس‌ام‌ای‌سی)
- دیرگانتارا ایرسرویس (دی‌ای‌اس)

 ایران
- هواپیمایی پویا

 چین
 کیریباتی
- ایر کیریباتی

 مالزی
- برجایا ایر

 مغولستان

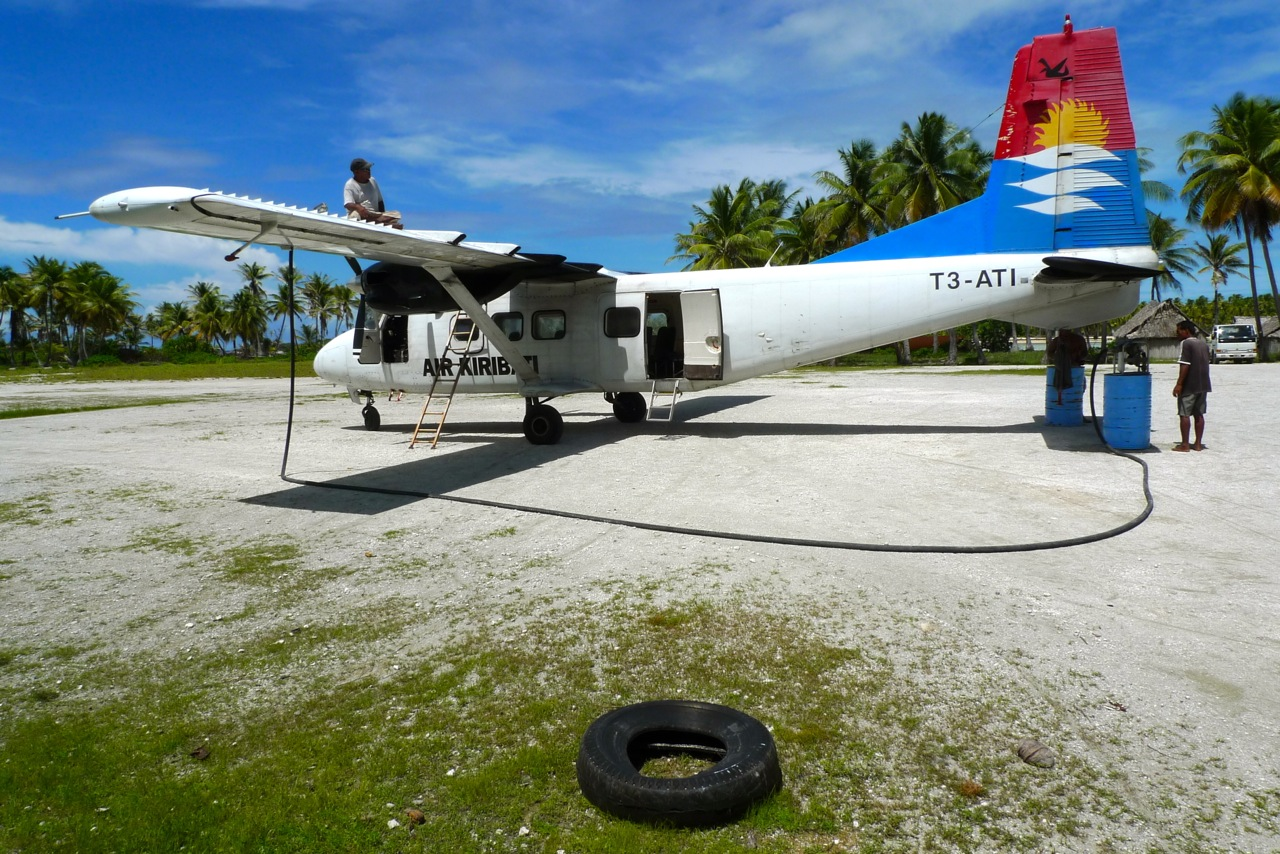
وای-۱۲ متعلق به خط هوایی ایر کیریباتی در فرودگاه تابیتیویا

- میات مونگولین ایرلاینز- بعد از اینکه ۲ فروند از هواپیماها سقوظ کردند، سه فروند باقی مانده به شرکت سازنده عودت داده شدند.

   نپال
- بلو ایرویز(۳ فروند سفارش داده شده است).
- فلایت کِر اوییشن
- نپال ایرلاینز - ۴ فروند در سال ۲۰۱۲ دریافت شد.[۳۰] تمامی آنها به دلیل عملکرد زیر استاندارد و هزینه‌های بالای راهبری و نگهداری از خدمت خارج شدند.[۳۱]
- نپال ایرویز

 پاکستان
- ایرایگل[۳۲]

 سری‌لانکا
- هلی‌تورز[۳۳]

 تونگا
- لولوتای ایرویز (۱)[۳۴]

 اوگاندا
- اوگاندا ایر کارگو (۲)

## مشخصات (وای-۱۲ (۲))
داده‌ها از Brassey's World Aircraft & Systems Directory 1999/2000, Jane's all the World's Aircraft 2000–01
ویژگی‌های عمومی
- خدمه: ۲
- ظرفیت: خداکثر ۱۷ مسافر  / ۱٬۷۰۰ کیلوگرم (۳٬۷۴۸ پوند) حداکثر بار قابل حمل
- طول: ۱۴٫۸۶ متر (۴۸ فوت ۹ اینچ)
- پهنای بال: ۱۷٫۲۳۵ متر (۵۶ فوت ۷ اینچ)
- ارتفاع: ۵٫۵۷۵ متر (۱۸ فوت ۳ اینچ)
- مساحت بال‌ها: ۳۴٫۲۷ متر مربع (۳۶۸٫۹ فوت مربع)
- ایرفویل: LS(1)-0417
- وزن خالی: ۲٬۸۴۰ کیلوگرم (۶٬۲۶۱ پوند)
- بیشترین وزن برخاست: ۵٬۳۰۰ کیلوگرم (۱۱٬۶۸۴ پوند)
- ظرفیت سوخت: ۱٬۶۱۶ لیتر (۴۲۷ گالون آمریکایی؛ ۳۵۵ گالون بریتانیایی) / ۱٬۲۳۰ کیلوگرم (۲٬۷۱۲ پوند) وزن خداکثر سوخت قابل لستفاده
- پیشرانه: ۲ عدد موتور توربوپراپ پرت اند ویتنی کانادا پی‌تی۶ای-۲۷، ۴۶۲ کیلووات (۶۲۰ اسب بخار) در هر موتور
- ملخ‌ها: سهملخه هارتزل اچ‌سی-بی۳تی‌ان-۳بی/تی۱۰۱۷۳بی-۳، قطر  ۲٫۴۹ متر (۸ فوت ۲ اینچ) ملخ‌های گام برگشت‌پذیر با سرعت ثابت (ملخ های ۴ و ۵ پره‌ای که در برخی مدل‌ها استفاده می‌شوند)

عملکرد
- حداکثر سرعت: ۳۲۸ کیلومتر بر ساعت (۲۰۴ مایل بر ساعت، ۱۷۷ گره) VMO (حداکثر سرعت عملیاتی) در ۳٬۰۰۰ متر (۹٬۸۰۰ فوت)
- سرعت کروز: ۲۹۲ کیلومتر بر ساعت (۱۸۱ مایل بر ساعت، ۱۵۸ گره) (حداکثر) در ۳٬۰۰۰ متر (۹٬۸۰۰ فوت)

۲۵۰ کیلومتر بر ساعت (۱۶۰ مایل بر ساعت؛ ۱۳۰ گره) (اقتصادی) در ۳٬۰۰۰ متر (۹٬۸۰۰ فوت)
- بُرد: ۱٬۳۴۰ کیلومتر (۸۳۰ مایل، ۷۲۰ مایل دریایی) در حالت پایا سیر اقتصادی، ۴۵ دقیقه ذخیره در ۳٬۰۰۰ متر (۹٬۸۰۰ فوت)
- مداومت پروازی: ۵ ساعت و ۱۲ دقیقه در حالت پایا سیر اقتصادی
- حداکثر ارتفاع: ۷٬۰۰۰ متر (۲۳٬۰۰۰ فوت) ::::۳٬۰۰۰ متر (۹٬۸۰۰ فوت) با یک موتور
- نرخ صعود: ۸٫۱ متر بر ثانیه (۱٬۵۹۰ فوت بر دقیقه) ::::۱٫۴ متر بر ثانیه (۴٫۶ فوت بر ثانیه) با یک موتور
- بارگیری بال: ۱۴۵٫۹ کیلوگرم بر متر مربع (۲۹٫۹ پوند بر فوت مربع)
- توان به وزن|توان/جرم: ۰٫۱۰۶ kilowatts per kilogram (۰٫۰۶۴ horsepower per pound)
- طول باند مورد نیاز برای برخاست: ۳۷۰ متر (۱٬۲۱۰ فوت)
- طول باند مورد نیاز برای برخاست به ارتفاع۱۵ متر (۴۹ فوت): ۴۹۰ متر (۱٬۶۱۰ فوت)
- طول باند مورد نیاز برای فرود: ۳۴۰ متر (۱٬۱۲۰ فوت)
- طول باند مورد نیاز برای فورد از ارتفاع ۱۵ متر (۴۹ فوت): ۶۳۰ متر (۲٬۰۷۰ فوت)